# Distrito de Vinchos
El Distrito de Vinchos es uno de los dieciséis distritos que conforman la Provincia de Huamanga, ubicada en el Departamento de Ayacucho, Perú.

## Historia
El distrito fue creado mediante Ley del 2 de enero de 1857. Su capital es el centro poblado de Vinchos.

## Autoridades

### Municipales
- 2019 - 2022[2]
  - Alcalde: Faustino Flores Meneses, de Movimiento AGUA.
  - Regidores:

  1. Samuel Jaulis Bautista (Qatun Tarpuy)
  2. Teodosio Huamanyalli Anccasi (Qatun Tarpuy)
  3. Epifanio Pariona Quispe (Qatun Tarpuy)
  4. Delia Yovana Alarcón Ataucusi (Qatun Tarpuy)
  5. Pedro Marcelino Condori Anyaypoma (Musuq Ñan)

### Alcaldes
| Nº | Alcalde                   | Partido                                      | Inicio del mandato | Fin del mandato |
| -- | ------------------------- | -------------------------------------------- | ------------------ | --------------- |
| 1  | Prudencio Soto Mañuico    | Acción Popular                               | 1981               | 1983            |
| 2  | Prudencio Soto Mañuico    | Acción Popular                               | 1984               | 1986            |
| 3  | Marcelino Morales Navarro | Acción Popular                               | 1993               | 1995            |
| 4  | Antonio Rojas Llantoy     | L.I. Nro 19 Somos Ayacucho                   | 1996               | 1998            |
| 5  | Demetrio Sauñe Rojas      | Movimiento Independiente Llamkasun Ayacucho  | 2003               | 2006            |
| 6  | Paulino Oré Flores        | Partido Renacimiento Andino                  | 2007               | 2010            |
| 7  | Ramiro Llamocca Rodríguez | Movimiento Independiente Innovación Regional | 2011               | 2014            |
| 8  | Teofilo Cuba Condori      | ARA                                          | 2014               | 2018            |